# Papradichté
Papradichté (en macédonien Папрадиште) est un village du centre de la Macédoine du Nord, situé dans la municipalité de Tchachka. Le village comptait 7 habitants en 2002. Il fait partie de l'Azot.

## Démographie
Lors du recensement de 2002, le village comptait :
- Macédoniens : 7